# کمنفا
کمنفا (به مجاری:  Keménfa) یک منطقهٔ مسکونی در مجارستان است که در زالا واقع شده‌است.